# Absolutamente Certo
Absolutamente Certo è un film del 1957 scritto e diretto da Anselmo Duarte che ne è anche l'interprete principale.

## Trama
Un uomo che ha memorizzato l'elenco telefonico della sua città tenta la fortuna in un programma televisivo. Ma un piccolo gruppo di persone che controlla le scommesse in città cerca di trarre vantaggio dalla sua intelligenza.

## Produzione
Il film fu prodotto dalla Cinedistri.

## Distribuzione
Distribuito dalla Cinedistri, per il mercato internazionale venne ribattezzato con il titolo inglese Absolutely Right.